# François Van Den Eynde
François Van Den Eynde (ur. 14 października 1911 w Saint-Gilles – zm. ?) – belgijski piłkarz grający na pozycji napastnika. Był reprezentantem Belgii.

## Kariera klubowa
Swoją karierę piłkarską Van Den Eynde rozpoczął w klubie Royale Union Saint-Gilloise. W sezonie 1930/1931 zadebiutował w jego barwach w pierwszej lidze belgijskiej i grał w nim do końca sezonu 1946/1947. Z klubem tym trzykrotnie wywalczył mistrzostwo Belgii w sezonach 1932/1933, 1933/1934 i 1934/1935. W 1947 roku przeszedł do trzecioligowego SV Audenaerde, w którym w 1950 roku zakończył karierę.

## Kariera reprezentacyjna
W reprezentacji Belgii Van Den Eynde zadebiutował 11 grudnia 1932 w przegranym 1:6 towarzyskim meczu z Austrią, rozegranym w Brukseli. Grał w eliminacjach do MŚ 1934, w których strzelił 2 gole w meczu z Irlandią (4:4). Od 1932 do 1934 rozegrał w kadrze narodowej 4 mecze i strzelił 3 gole.